# Comuna Nevske, Kreminna
Nevske (în ucraineană Невське) este o comună în raionul Kreminna, regiunea Luhansk, Ucraina, formată din satele Nevske (reședința) și Novoliubivka.

## Demografie
Componența lingvistică a comunei Nevske
     Ucraineană (96,98%)
     Rusă (2,9%)
Conform recensământului din 2001, majoritatea populației comunei Nevske era vorbitoare de ucraineană (96,98%), existând în minoritate și vorbitori de rusă (2,9%).